# Aristolochia iquitensis
Aristolochia iquitensis O.C.Schmidt – gatunek rośliny z rodziny kokornakowatych (Aristolochiaceae Juss.). Występuje naturalnie w Peru oraz Brazylii (w stanie Amazonas).

## Morfologia
PokrójBylina pnąca o owłosionych pędach.
LiścieMają lancetowate kształt. Mają 15–17 cm długości oraz 5,5–8 cm szerokości. Nasada liścia ma sercowaty kształt. Z ostrym wierzchołkiem. Ogonek liściowy jest owłosiony.
KwiatyPojedyncze.
OwoceTorebki o eliptycznym kształcie. Mają 7 cm długości.